# Männerhaus (Gemeinschaftshaus)

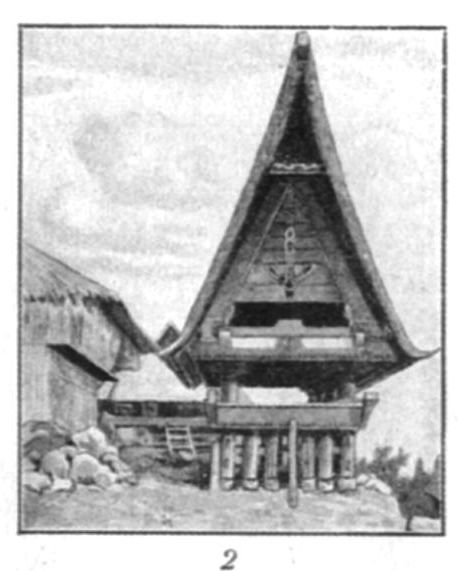
Traditionelles Männerhaus der Batak auf Sumatra (aus Brockhaus von 1911)

Das Männerhaus ist bei vielen sogenannten Naturvölkern das Versammlungshaus der Männer. Kindern und Frauen ist der Zutritt verboten. Es dient oft als Aufbewahrungsort für Kultgegenstände wie Masken oder Musikinstrumente sowie als Versammlungsplatz, unter anderem für Beratungen oder kultische Handlungen. 
Oft wird es auch von fremden, durchreisenden Männern als Herberge genutzt.
Früheste Formen dieser Versammlungshäuser sind für das Neolithikum nachgewiesen. Da es in einigen Kulturen das Wohnhaus der unverheirateten Männer des Dorfes war, wird für diese von den Männern genutzten Versammlungshäuser häufig der Begriff „Männerhaus“ in der ethnographischen Literatur benutzt. Das Männerhaus war der gesellschaftliche und kultische Mittelpunkt des Dorfes. Häufig wurden im Männerhaus die Schädel von Häuptlingen aufbewahrt als Zeichen der Verbindung von Lebendigen und Toten. Zumeist hatte das Haus im Dorfmittelpunkt seinen Platz, war in der Regel ein alleinstehendes Gebäude und ragte größenmäßig aus der umliegenden Bebauung hervor.
Während bei einigen Kulturen die Männerhäuser als Jünglingshäuser die Wohnstätte der unverheirateten jungen Männer waren, hat sich in anderen Kulturen das Männerhaus zum kultischen Zentrum von Geheimbünden entwickelt.
Außer in Zentral- und Nordasien waren bzw. sind Männerhäuser in zahlreichen patriarchalischen Kulturen verbreitet. So finden wir Männerhäuser noch bei Kulturen in Ozeanien, Indonesien, Hinterindien, Ostafrika, dem westlichen Nordamerika und dem Amazonasgebiet.
Die Haustypen wiesen eine große Variationsbreite auf. Bei dem Indianerstamm der Natchez z. B. lag es mittig am zentralen Dorfplatz, dem kultischen Zentrum, umgeben von vier großen Häusern neben dem Ballspielplatz. Auch in Melanesien unterscheidet sich das Männerhaus von den umliegenden Hütten, in denen die Familien wohnen. Hier ist es oft nur eine Plattform, und wenigstens die Seitenwände fehlen vielfach; dafür pflegt es reich mit Schnitzerei und Bemalung verziert zu sein.